# ويست شيكاغو
ويست شيكاغو (إلينوي) (بالإنجليزية: West Chicago, Illinois)‏ هي مدينة تقع في الولايات المتحدة في مقاطعة دوبيج. يقدر عدد سكانها بـ 27,086 نسمة .